# Odbor za nadzor proračuna in drugih javnih financ Državnega zbora Republike Slovenije
Odbor za nadzor proračuna in drugih javnih financ je bivši odbor Državnega zbora Republike Slovenije.

## Sestava
1. državni zbor Republike Slovenije
- izvoljen: 23. februar 1993
- predsednik: Igor Omerza (do 26. maja 1994), Metka Karner-Lukač (od 26. maja 1994)
- podpredsednik: Jožef Kopše
- člani: Franc Avberšek, Ivo Hvalica (od 25. aprila 1995), Janez Jug (od 25. maja 1995), Metka Karner-Lukač (do 26. maja 1994), Jožef Kocuvan, Janez Kopač, Anton Peršak (od 26. maja 1994), Marijan Poljšak (do 31. januarja 1996), Vika Potočnik, Miran Potrč, Ciril Pucko (do 23. julija 1996), Jožef Rajšp (od 11. septembra 1996), Izidor Rejc, Vladimir Topler (do 21. decembra 1994), Franc Zagožen (od 25. maja 1995), Janez Zupanec

2. državni zbor Republike Slovenije
- izvoljen: 15. maj 1997
- predsednik: Franc Horvat
- člani: Leon Gostiša, Benjamin Henigman, Štefan Klinc, Janez Kopač, Rafael Kužnik, Jože Lenič, Jurij Malovrh (od 25. julija 1997), Eda Okretič - Salmič (od 25. julija 1997), Miran Potrč (od 25. julija 1997), Franc Pukšič (od 25. julija 1997), Ciril Metod Pungartnik, Bogomir Špiletič, Jože Zagožen, Franc Žnidaršič (od 25. julija 1997)